# TITAN Wrestling
TITAN Wrestling — российский рестлинг-промоушен, базирующийся в г. Екатеринбург. Является первым рестлинг-промоушеном на территории Урала. Основан в 2018 году и занимается проведением рестлинг-шоу в Екатеринбурге и близлежащих городах. В промоушене выступают как основатели и выпускники школы рестлинга TITAN Wrestling, так и приглашённые рестлеры промоушенов из других городов — Независимая федерация реслинга (Москва), Northern Storm Wrestling (Санкт-Петербург) и др.

## История

### Ранняя история и становление
Промоушен был основан несколькими энтузиастами в 2018 году, среди них Михаил Зверев, как инициатор идеи и основатель, Алексей Татищев и Георгий Биринцев, как сооснователи. Рабочим названием было выбрано 404 Wrestling. Изначально промоушен занимался подготовкой собственных рестлеров для проведения матчей в других рестлинг-организациях, среди которых VWA, NWW, «Кровь и песок» и др. Первым же самостоятельным мероприятием для промоушена стало проведение рестлинг-шоу на фестивале гик-культуры «Гиккон» в г. Екатеринбург в 2021 году, в котором приняли участие рестлеры из нескольких городов страны. С этого момента, рестлинг-шоу под открытым небом на фестивале «Гиккон» становится ежегодным. Параллельно этому промоушен открывает собственную школу рестлинга для подготовки новых рестлеров к выступлениям.

### Ребрендинг промоушена
После проведения рестлинг-шоу на фестивале «Гиккон» в 2022 году, к промоушену присоединяется Питер Крамер. Сначала как обычный рестлер, однако совершив ряд предложений по изменениям внутри организации — Крамер становится одной из ключевых фигур в промоушене, отвечая за видео и аудио продакшен, источники снабжения, техническую часть и различные договорённости со внешними связями. Одним из таких предложений было переименовывание промоушена из 404 Wrestling в TITAN Wrestling. Вместе с этим было решено ввести первое чемпионство на территории Урала — TITAN Wrestling Champion. Ребрендинг и первое чемпионство были представлены на рестлинг-шоу в рамках фестиваля «Гиккон» в 2023 году. А первым чемпионом стал Алексей Татищев, одержав победу в финальном многостороннем матче, удержав основателя промоушена Михаила Зверева. Это шоу привлекло в промоушен несколько человек, которые в дальнейшем стали частью как технической команды, так и выступающими рестлерами.

### Нынешнее время

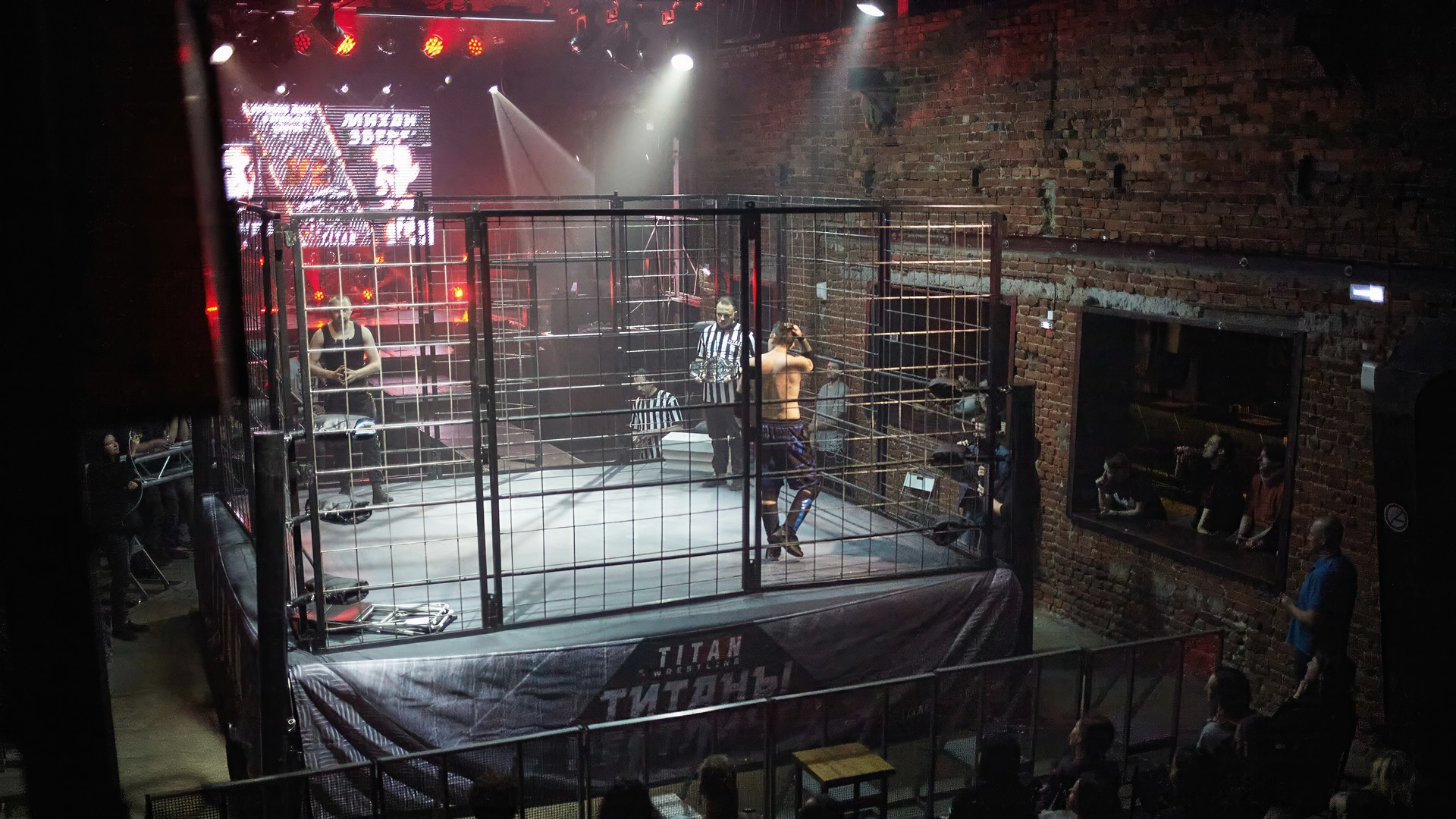
Матч в стальной клетке между Михаилом Зверевым и Санчезом.

В дальнейшем TITAN Wrestling занимается проведением полностью самостоятельных рестлинг-шоу вне рамок фестивалей или концертов. Первыми из подобных шоу стали «Битва чемпионов» в феврале 2024 года в с. Петрокаменское, а также рестлинг-шоу «Пекло» в г. Пермь в мае 2024 года, на котором прошёл первый лестничный матч на территории Урала между Крамером и Рокет Смоуком. Также на этом шоу Алексей Татищев потерял титул чемпиона, а его новым обладателем стал Михаил Зверев. Шоу «Пекло» было проведено при помощи местных организаторов, которые впоследствии создали промоушен Molotow Wrestling и с которым TITAN Wrestling тесно сотрудничает в проведении мероприятий и тренировок рестлеров. Традиционно в августе 2024 года рестлеры выступили на фестивале «Гиккон» в г. Екатеринбург.
В ноябре 2024 года прошло самостоятельное рестлинг-шоу под названием «Титаны рестлинга», которое ознаменовалось тем, что впервые в истории рестлинга в России был проведён матч в стальной клетке. В этом же матче произошла смена чемпиона, новым чемпионом промоушена стал рестлер Независимой Федерации Реслинга — Санчез.
В апреле 2025 года промоушену исполнилось 7 лет с момента основания в 2018 году. Приуроченное к этому событию шоу под названием «TITAN Wrestling 7 лет» завершилось очередной сменой чемпионства — Михаил Зверев победил Санчеза в матче по экстремальным правилам. Помимо этого, Михаил Зверев вакантировал титул NWW Iron Champion, которым владел 581 день. В конце шоу Михаилу Звереву бросил вызов с открытой датой Майк Квакенбуш, основатель Chikara.